# Ambassade de Finlande en France
L'ambassade de Finlande en France est la représentation diplomatique de la république de Finlande auprès de la République française, autre pays de l'Union européenne. Elle est située place de Finlande (à laquelle elle a donné son nom en juillet 1962), dans le 7e arrondissement de Paris, la capitale du pays. Son ambassadeur est, depuis 2022, Matti Anttonen.

## Architecture
Dans les années 1960, l'ambassade se trouvait 30 cours Albert-Ier (8e arrondissement).
L'État finlandais a acheté deux étages en 1961 dans un bâtiment en construction, œuvre de l'architecte français Jean Ginsberg. La conception de l'intérieur est l'œuvre de l'architecte finlandais Veli Paatela, la décoration a été faite par Antti Nurmesniemi (en) et Yrjö Randell. Les lampes suspendues au-dessus de l'escalier sont l'œuvre d'Alvar Aalto et ont été présentées à l'Exposition universelle de Paris en 1937. Sont exposées dans l'ambassade d'autres œuvres d'art contemporain d'artistes finlandais.

## Ambassadeurs de Finlande en France

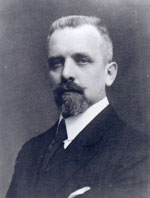
Carl Enckell a été ministre plénipotentiaire de Finlande en France entre 1919 et 1927.

| Date de nomination                                                  | Date de nomination                                                  | Date de remise des lettres de créance                               | Date de remise des lettres de créance                               | Diplomate                                                           |
| En qualité d'envoyés extraordinaires et ministres plénipotentiaires | En qualité d'envoyés extraordinaires et ministres plénipotentiaires | En qualité d'envoyés extraordinaires et ministres plénipotentiaires | En qualité d'envoyés extraordinaires et ministres plénipotentiaires | En qualité d'envoyés extraordinaires et ministres plénipotentiaires |
| ------------------------------------------------------------------- | ------------------------------------------------------------------- | ------------------------------------------------------------------- | ------------------------------------------------------------------- | ------------------------------------------------------------------- |
| ?                                                                   |                                                                     | 23 octobre 1919                                                     | [ JORF 1 ]                                                          | Carl Enckell                                                        |
| ?                                                                   |                                                                     | 5 décembre 1927                                                     | [ JORF 2 ]                                                          | Harri Holma (fi)                                                    |
| ?                                                                   |                                                                     | 1945                                                                |                                                                     | Johan Helo                                                          |
| En qualité d'ambassadeurs extraordinaires et plénipotentiaires      |                                                                     |                                                                     |                                                                     |                                                                     |
| ?                                                                   |                                                                     | 20 janvier 1955                                                     | [ JORF 3 ]                                                          | Johan Helo                                                          |
| ?                                                                   |                                                                     | 27 septembre 1956                                                   | [ JORF 4 ]                                                          | Rafael Seppälä (fi)                                                 |
| ?                                                                   |                                                                     | 9 octobre 1958                                                      | [ JORF 5 ]                                                          | Gunnar Palmroth                                                     |
| ?                                                                   |                                                                     | 4 mars 1965                                                         | [ JORF 6 ]                                                          | Rafael Seppälä (fi)                                                 |
| ?                                                                   |                                                                     | 29 juillet 1972                                                     | [ JORF 7 ]                                                          | Ralph Enckell (fi)                                                  |
| ?                                                                   |                                                                     | 10 mars 1977                                                        | [ JORF 8 ]                                                          | Aarno Karhilo (fi)                                                  |
| ?                                                                   |                                                                     | 3 février 1983                                                      | [ JORF 9 ]                                                          | Ossi Sunell                                                         |
| ?                                                                   |                                                                     | 27 novembre 1986                                                    | [ JORF 10 ]                                                         | Seppo Pietinen                                                      |
| ?                                                                   |                                                                     | 13 juillet 1988                                                     | [ JORF 11 ]                                                         | Matti Häkkänen (fi)                                                 |
| ?                                                                   |                                                                     | 6 octobre 1993                                                      | [ JORF 12 ]                                                         | Klaus Törnudd (fi)                                                  |
| ?                                                                   |                                                                     | 11 février 1997                                                     | [ JORF 13 ]                                                         | Antti Hynninen                                                      |
| ?                                                                   |                                                                     | 22 octobre 2001                                                     | [ JORF 14 ]                                                         | Esko Tapio Hamilo                                                   |
| ?                                                                   |                                                                     | 12 octobre 2005                                                     | [ JORF 15 ]                                                         | Kaarlo Murto (fi)                                                   |
| ?                                                                   |                                                                     | 2 octobre 2009                                                      | [ JORF 16 ]                                                         | Pilvi-Sisko Vierros-Villeneuve                                      |
| ?                                                                   |                                                                     | 15 novembre 2013                                                    | [ JORF 17 ]                                                         | Risto Piipponen                                                     |
| ?                                                                   |                                                                     | 1er janvier 2018                                                    | [ JORF 18 ]                                                         | Teemu Tanner                                                        |
| 1er septembre 2022                                                  |                                                                     | 13 octobre 2022                                                     | [ JORF 19 ]                                                         | Matti Anttonen                                                      |

## Consulats
Outre la section consulaire de son ambassade, dont l'accès se fait par le 2 rue Fabert, la Finlande possède des consulats honoraires à Ajaccio, Bordeaux, Caen, Dijon, Lille, Lyon, Marseille, Nancy, Nice, Papeete, Quimper, Strasbourg, Toulouse.

## Délégation auprès de l'OCDE
La délégation de la Finlande auprès de l'OCDE se trouve 6 rue de Franqueville (16e arrondissement).